# Kōtarō Sakurai
Kōtarō Sakurai (jap. 桜井孝太郎 Sakurai Kōtarō; ur. 29 czerwca 1994 roku w Tokio) – japoński kierowca wyścigowy. Od 2012 roku startuje z filipińską licencją.

## Życiorys

### Formuła BMW
Kōtarō karierę rozpoczął od startów w kartingu. W 2010 roku zadebiutował w serii wyścigów samochodów jednomiejscowych – Formule BMW Pacyfiku. Reprezentując ekipę Eurasia Motorsport, Sakurai pięciokrotnie stawał na podium, ostatecznie plasując się na 8. miejscu.

### Formuła Toyota
Na początku 2011 roku wystartował w czterech potrójnych rundach serii wyścigów Toyota. Zdobyte punkty (w M2 Competition) sklasyfikowały go na 14. pozycji. Z tą samą ekipą wziął udział również w prestiżowym wyścigu juniorskim, o Grand Prix Zelandii, w którym zajął dziewiątą lokatę.

### Formuła 3
W dalszej części sezonu rywalizował w europejskiej serii – Brytyjskiej Formule 3. Ścigając się w zespole Hitech Racing, Kōtarō został mistrzem tej serii w klasie "National". Był jednak jedynym zawodnikiem w stawce, który przez cały sezon korzystał ze słabszej wersji pojazdu. Najwyższą pozycję w wyścigu osiągnął w trzecim starcie, na francuskim torze w Le Casteller, gdzie był jedenasty. Oprócz regularnych startów w brytyjskim cyklu, Japończyk odnotował również jednorazowy udział w serii European F3 Open (w Team West-Tec) oraz Formule 3 International Trophy (w Hitech Racing). W obu jednak nie zdobył punktów.

### Seria GP3
Na sezon 2012 Kōtarō podpisał kontrakt z irlandzką stajnią Status GP, na udział w Serii GP3. w 6 wyścigach nie zdobył żadnych punktów. Zakończył sezon na 24 pozycji w klasyfikacji kierowców.

## Wyniki

### GP3
| Legenda oznaczeń w tabelach wyników Wyświetl szablon na nowej stronie | Legenda oznaczeń w tabelach wyników Wyświetl szablon na nowej stronie                                                                     |
| Oznaczenie                                                            | Wyjaśnienie |
| --------------------------------------------------------------------- | --- |
| Złoty                                                                 | Zwycięzca lub mistrzostwo |
| Srebrny                                                               | 2. miejsce lub wicemistrzostwo |
| Brązowy                                                               | 3. miejsce lub II wicemistrzostwo |
| Zielony                                                               | Ukończył, punktował (w klasyfikacji generalnej, gdy zdobył co najmniej jeden punkt na przestrzeni sezonu, poza trzema powyższymi opcjami) |
| Niebieski                                                             | Ukończył, nie punktował (w klasyfikacji generalnej, gdy nie zdobył co najmniej jednego punktu na przestrzeni sezonu)                      |
| Czerwony                                                              | Nie zakwalifikował się (NZ) |
| Czerwony                                                              | Nie prekwalifikował się (NPK) |
| Różowy                                                                | Nie ukończył (NU) |
| Różowy                                                                | Niesklasyfikowany (NS) (w klasyfikacji generalnej, gdy nie został sklasyfikowany w żadnym wyścigu sezonu)                                 |
| Czarny                                                                | Zdyskwalifikowany (DK) |
| Czarny                                                                | Wykluczony (WYK/EX) |
| Biały                                                                 | Nie wystartował (NW) |
| Biały                                                                 | Kontuzjowany (K/INJ) |
| Biały                                                                 | Wyścig odwołany (OD/C) |
| Bez koloru                                                            | Został wycofany (WYC/WD) |
| Bez koloru                                                            | Nie przybył (NP/DNA) |
| Bez koloru                                                            | Nie brał udziału w treningach (NT/DNP) |
| Bez koloru                                                            | Nie został zgłoszony (–) |
| Pogrubienie                                                           | Start z pole position |
| Kursywa                                                               | Najszybsze okrążenie wyścigu |
| †                                                                     | Nie ukończył, ale jego rezultat został zaliczony ze względu na przejechanie więcej niż 90% dystansu wyścigu.                              |
| *                                                                     | Sezon w trakcie |
| 1/2/3                                                                 | Punktowana pozycja w sprincie kwalifikacyjnym                                                                                             |
| Lista systemów punktacji Formuły 1                                    | |

| Rok  | Zespół            | Wyniki w poszczególnych eliminacjach | Wyniki w poszczególnych eliminacjach | Wyniki w poszczególnych eliminacjach | Wyniki w poszczególnych eliminacjach | Wyniki w poszczególnych eliminacjach | Wyniki w poszczególnych eliminacjach | Wyniki w poszczególnych eliminacjach | Wyniki w poszczególnych eliminacjach | Wyniki w poszczególnych eliminacjach | Wyniki w poszczególnych eliminacjach | Wyniki w poszczególnych eliminacjach | Wyniki w poszczególnych eliminacjach | Wyniki w poszczególnych eliminacjach | Wyniki w poszczególnych eliminacjach | Wyniki w poszczególnych eliminacjach | Wyniki w poszczególnych eliminacjach | Punkty | Pozycja |
| ---- | ----------------- | ------------------------------------ | ------------------------------------ | ------------------------------------ | ------------------------------------ | ------------------------------------ | ------------------------------------ | ------------------------------------ | ------------------------------------ | ------------------------------------ | ------------------------------------ | ------------------------------------ | ------------------------------------ | ------------------------------------ | ------------------------------------ | ------------------------------------ | ------------------------------------ | ------ | ------- |
| 2012 | Status Grand Prix | ESP                                  | ESP                                  | MON                                  | MON                                  | VAL                                  | VAL                                  | GBR                                  | GBR                                  | DEU                                  | DEU                                  | HUN                                  | HUN                                  | BEL                                  | BEL                                  | ITA                                  | ITA                                  | 0      | 24      |
| 2012 | Status Grand Prix | 18                                   | 12                                   | 13                                   | 20                                   | -                                    | -                                    | 15                                   | 13                                   | -                                    | -                                    | -                                    | -                                    | -                                    | -                                    | -                                    | -                                    | 0      | 24      |

### Podsumowanie
| Sezon | Seria                                   | Zespół             | Wyścigi | Zwycięstwa | PP | NO | Podium | Punkty | Pozycja |
| ----- | --------------------------------------- | ------------------ | ------- | ---------- | -- | -- | ------ | ------ | ------- |
| 2010  | Formuła BMW Pacyfik                     | Eurasia Motorsport | 15      | 0          | 2  | 0  | 3      | 68     | 8       |
| 2011  | Brytyjska Formuła 3 - Klasa debiutantów | Hitech Racing      | 28      | 15         | 10 | 18 | 23     | 378    | 1       |
| 2011  | Toyota Racing Series                    | M2 Competition     | 12      | 0          | 0  | 0  | 0      | 325    | 14      |
| 2011  | European F3 Open                        | Team West-Tec      | 2       | 0          | 0  | 0  | 0      | 0      | 22      |
| 2012  | Seria GP3                               | Status Grand Prix  | 6       | 0          | 0  | 0  | 0      | 0      | 24      |
| 2012  | Auto GP World Series                    | Euronova Racing    | 2       | 0          | 0  | 0  | 0      | 6      | 19      |